# Edwardsia allmani
Edwardsia allmani is een zeeanemonensoort uit de familie Edwardsiidae. De anemoon komt uit het geslacht Edwardsia. Edwardsia allmani werd in 1866 voor het eerst wetenschappelijk beschreven door McIntosh. 